# Geiringer & Reitler

Jakob Geiringer, einer der Gründer

Gustav Reitler, der andere Gründer

Tuchhaus „Silesia“ in einer Huldigung der k.u.k. Hof- und Kammerlieferanten zum Thronjubiläum (1908)

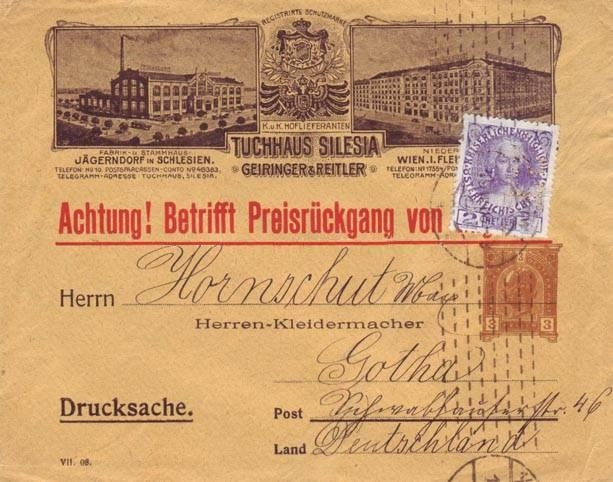
Drucksache des Tuchhauses „Silesia“ mit Abbildungen der Fabrik in Jägerndorf (links) sowie der Niederlassung am Wiener Fleischmarkt (1908)

Das Unternehmen Geiringer & Reitler war Betreiber des Tuchhauses „Silesia“. Dieses Unternehmen wurde im 19. Jahrhundert in Jägerndorf, damals Österreichisch-Schlesien, gegründet und war ein Groß- und Kleinhandel mit Tuch, Schneiderzubehör sowie Handel mit Fellen, insbesondere auf die Belieferung von Schneidereibetrieben, spezialisiert.

## Geschichte
Gegründet wurde es am 1. September 1889 von Jacques (Jakob) Geiringer (* 6. April 1862 in ?; † 28. November 1930 in Wien) und Gustav Reitler († Juni 1922), zwei Stoffhändler, die bereits umfangreiche Erfahrung im Textilgewerbe in europäischen Unternehmen sammeln konnten. Sie nannten ihr Tuchhaus „Silesia“, da der Gründungsort Jägerndorf sich in Österreichisch-Schlesien befand. Die Tuchweberei wurde rasch erfolgreich und die Anzahl der Mitarbeiter stieg bald auf 210. Neben der Herstellung von Stoffen war die Appretur ein bedeutender Bereich.
1903 konnte eine Niederlassung in Wien am Fleischmarkt 20 im 1. Bezirk eröffnen. Hier kaufte nicht nur die Aristokratie ein, auch der kaiserliche Hof wurde mit Stoffen beliefert. Aufgrund der Qualität der Produkte und der Dienstleistungen wurde das Tuchhaus Silesia zum k.u.k. Hoflieferanten ernannt. Noch vor dem Ersten Weltkrieg wurde die Wiener Filiale in ein eigenes Haus an der Vorlaufstrasse 3 verlegt, wo sie bis in den 1990er Jahren blieb.
Ein wesentliches Merkmal der Unternehmensstrategie war die Erstellung und Vermarktung des eigens produzierten Produktkataloges. Der Versandkatalog wurde in einer eigenen Druckerei in deutscher, tschechischer, italienischer, ungarischer, kroatischer und polnischer Sprache hergestellt und an die Kundschaft im gesamten Gebiet der Doppelmonarchie verschickt. Die „Silesia“ hatte reisende Vertreter, die etwa einmal im Jahr mit dem Auto alle Schneidermeister ihres Gebietes aufsuchen und mit den Musterbüchern versorgen mussten. Der Schneider selbst war der Vertreter seiner Kundschaft. Die Musterkollektion legte er der Kundschaft vor und bestellte den gewählten Stoff und das Zubehör bei der Wiener Niederlassung. Bei Erhalt der Ware über Nachnahme hatte der Schneider 7/10 des Preises zu entrichten, 1/10 des Preises, der dem Kunden verrechnet wurde, verblieb dem Schneider als eigener Gewinn. So konnten sich Schneider neben ihrer normalen Tätigkeit eine zusätzliche Einnahmequelle aus der Vermittlung der verwendeten Stoffe und Zubehörs von „Silesia“ schaffen.
Der Ausbruch des Ersten Weltkrieges brachte dem Unternehmen schwere Zeiten. Nach dem Tod von Gustav Reitler im Jahre 1917 übernahm Jacques Geiringer die Geschäfte. Aus seiner Ehe mit Hermine geb. Pollak († Juli 1932) entstammten die vier Kinder Robert, Helene, Leo und Fritz. Geiringers ältester Sohn und designierter Nachfolger Robert fiel im Krieg am 1. Jänner 1916 im Alter von 21 Jahren an der Nordfront. Er war Leutnant in einem k.u.k. Dragonerregiment und war Besitzer der goldenen Tapferkeitsmedaille. Die beiden jüngeren Söhne, Leo (* 31. Jänner 1899 in Jägerndorf; † 25. Mai 1969 in Wien) und Fritz Geiringer (* 6. August 1900 in Jägerndorf; † 25. Juni 1940 im KZ Sachsenhausen), gingen auf die Textilschule in Brünn. Gemeinsam mit ihrem Vater leiteten sie den Hauptsitz in Jägerndorf und die Niederlassungen in Wien und Prag. Den Zusammenbruch der Monarchie überstand das Unternehmen trotz aller Widrigkeiten.
Nach dem Ende der Monarchie war es zwar klein nach den Maßstäben ausländischer Unternehmen desselben Zweiges, doch eines der größten Häuser in der Republik Österreich, beinahe das größte unter zwei Dutzend Mitbewerbern.
1930 starb Jacques Geiringer im Alter von 68 Jahren und wurde auf dem Wiener Zentralfriedhof im Familiengrab beigesetzt, wo schon sein Sohn Robert ruhte. Unter der geschickten Führung seiner beiden Söhne wuchs die Zahl der Mitarbeiter bis 1938 auf mehr als 300. Zusammen mit der Marke von Eduard Cerhaka, eines der Unternehmen Tuchhaus Schlesien, wurde Geiringer & Reitler der größte Handelspartner von Unternehmen in der Sparte Textilwaren in Jägerndorf. Leo Geiringer beteiligte sich aktiv am Leben der örtlichen jüdischen Gemeinde und war Ratsmitglied der israelitischen Kultusgemeinde.
Trotz der großen Weltwirtschaftskrise konnte sich das Unternehmen weiter behaupten. Jedoch mit dem Einmarsch der Nazis in die Tschechoslowakei änderte sich die Lage für das Unternehmen schlagartig, da die Familie Geiringer jüdischer Abstammung war. Während Leo Geiringer vor den Nazis aus der Tschechoslowakei und später nach England fliehen konnte, wurde sein Bruder Fritz Geiringer während des Krieges in das KZ Sachsenhausen interniert, wo er 1940 ermordet wurde, andere Mitglieder der Familie kamen ebenfalls während der Schoah ums Leben. Das Tuchhaus „Silesia“ wurde „arisiert“. Leo Geiringer, der mittlerweile in London wohnhaft war, wurde aufgrund der verschwindenden Aussichten auf eine Rückkehr in die Heimat britischer Staatsbürger und änderte seinen Nachnamen auf „Granger“.
Die Zeit nach dem Krieg und die Errichtung des Eisernen Vorhanges änderten so gut wie nichts an den neuen Eigentümerverhältnissen. Bedeutende Unternehmen, die ehemals in jüdischem Besitz und „arisiert“ waren, wurden von den neuen kommunistischen Machthabern nicht an die ehemaligen Besitzer restituiert, sondern komplett verstaatlicht. Mit der Vertreibung der deutschsprachigen Minderheit in der Tschechoslowakei wurde deren Besitz ebenfalls beschlagnahmt. In diesem Fall war die Familie Geiringer jüdisch sowie deutschsprachig, die Möglichkeit ihren Besitz zurückzuerhalten war unmöglich.
Die Wiener Filiale war durch Bombenangriffe schwer beschädigt, war jedoch alles, was dem Unternehmen übrigblieb. Karl Geiringer, ein Verwandter von Leo Geiringer (jetzt Granger), wurde in der Nachkriegszeit der Verwalter und führte das Unternehmen bis zur Restituierung und Rückkehr von Leo Granger aus England weiter.
Aus den Ruinen der Wiener Niederlassung begann ein modernes Unternehmen in den 1950er Jahren zu steigen. In den schweren Nachkriegsjahren, der allgemeine Mangel an Betriebsinhaber, die sich in der Firma Business-Börse für Wolle Duffle, später Lieferungen wurden Textil-Waren aus den westlichen Bundesländern von Österreich in Wien. Nach der Rückkehr wurde Leo Granger wieder Unternehmensleiter, seit 1952 gemeinsam mit seinem Sohn Robert Granger, der nach dem Tod seines Vaters 1969 die alleinige Leitung des Unternehmens übernahm. Maßgeblich zum Erfolg des Unternehmens beigetragen hat sein Cousin Georg Schwarz, der bis zu seiner Pensionierung Prokurist war. Für kurze Zeit arbeitete auch Peter Schwarz, der Sohn von Georg Schwarz in diesem Betrieb. Seit den 1950er Jahren gab es eine Zusammenarbeit mit Paul Schöning aus München in der Erstellung der Kollektion.
Aufgrund der erfolgreichen Geschäfte wurde dem Unternehmen Tuchhaus Silesia Geiringer & Reitler KG am 10. Februar 1984 die staatliche Auszeichnung verliehen. 1989, hundert Jahre nach der Gründung des Unternehmens, beschäftigte es 90 Mitarbeiter mit einem Umsatz von mehr als 120 Millionen Schilling, und war somit unter der Leitung von Robert Granger (* 15. November 1928), Enkel des Gründers von Jacques Geiringer, führend in diesem Bereich in Österreich. Das Tuchhaus „Silesia“ war nicht nur in Österreich, sondern auch auf den europäischen Märkten vertreten. Verkaufsstellen durch Vertreter gab es auf der ganzen Welt bis nach Japan. Mit der Zeit musste sich das Unternehmen angesichts der Konkurrenz zurückziehen und wurde am 16. Juni 2000 amtlich gelöscht. Es war das letzte Unternehmen dieser Art in Österreich.

## „Palast Silesia“ in Jägerndorf
Die Zentrale des Unternehmens an der Nikolausstrasse 12 in Jägerndorf war repräsentativ und wird deshalb auch „Palast Silesia“ genannt. Sie wurde im Jahre 1907 von Eduard Frank errichtet. Zu der Zeit war es eine moderne und kühne Konstruktion, die Stahlbeton und eine Dachkonstruktion aus Stahl mit einer großen Spannweite im eindrucksvollen Jugendstil-Dekor auswies. Jugendstilelemente erscheinen sowohl auf der Außenseite des Baus sowie im Innenraum an den Türen, Beschläge und Fliesen. Über dem Haupteingang an der Nikolaus-Straße prangt das Zeichen des Unternehmens, damals noch mit einem kaiserlichen Doppeladler. Die Halle im Erdgeschoß des Gebäudes wurde für geschäftliche Zwecke genutzt. Auf den vielen Regalen stapelten sich die Textilien und ein Teil war für Pelze. Eine breite Treppe führte in die Halle im ersten Stock, das große Dach eine Stahlkonstruktion mit einer großen Spannweite und reich verzierten Fenstern. Dieser Raum diente als Arbeitsraum für die Bekleidungsabteilung. Im ersten Stock wurde noch im Jahr 1930 eine Wohneinheit hinzugefügt, der Zugang ging über eine separate Seitentreppe von der Straße aus. Die umfangreichen Keller wurden teilweise als Lager für Warenkisten verwendet. Der Keller ist gewölbt, die Decke ruht auf Stahlbetonsäulen. Im Keller war ein Dampfkessel für die Zentralheizung installiert.
Im Zweiten Weltkrieg blieb das Gebäude relativ unbeschädigt, nur die Fensterscheiben gingen zu Bruch. Von den 1950er Jahren bis 1990 diente das Gebäude einem staatlichen Textilunternehmen Olomouc. Die alte Zentrale vom Tuchhaus Silesia ist bis heute in Jägerndorf ein architektonisches Merkmal. Es wird für Ausstellungen verwendet und ist ein Zentrum des gesellschaftlichen Lebens von Krnov. Das Gebäude wurde nach der Wende in den 1990er Jahren saniert.
In der Nähe des Tuchhauses befindet sich die ehemalige Villa Geiringer. In den 1990er Jahren diente die Villa als Kindergarten, heute haben mehrere Unternehmen und Ärzte ihren Sitz.